# Bonpland (Corrientes)
Bonpland es una localidad y municipio argentino, situada en el departamento Paso de los Libres de la provincia de Corrientes. Se halla sobre la Ruta Nacional 14 (RN 14), a 11 kilómetros de la margen derecha del río Uruguay.

## Vías de comunicación
La principal vía de acceso es la RN 14, que la vincula al sudoeste con Parada Pucheta y al nordeste con Paso de los Libres.

## Toponimia
Originalmente se denominaba Santa Ana, pero luego de morir, el 11 de mayo de 1858, el naturalista francés Amado Bonpland, se cambió la denominación del poblado al actual en homenaje a él (sus restos descansan en un mausoleo en el cementerio de La Santa Cruz de Paso de los Libres).
El gentilicio de Bonpland es bomplanero.

## Descripción
Su principal actividad económica es la ganadera y la forestal, contando además con el cultivo de arroz.
La localidad cuenta con un hospital de emergencias, una oficina del Registro Civil, un colegio secundario en turno vespertino y nocturno, una escuela primaria en el radio urbano y tres en el rural y una comisaría.

## Población
Cuenta con 1 029 habitantes (Indec, 2010), lo que representa un incremento del 34% frente a los 768 habitantes (Indec, 2001) del censo anterior.
| Gráfica de evolución demográfica de Bonpland entre 1991 y 2010 |
|                                                                |
| Fuente: Censos nacionales del INDEC                            |